# Pachysentis ehrenbergi
Espèce
Pachysentis ehrenbergi est une espèce d'acanthocéphales de la famille des Oligacanthorhynchidae. C'est un parasite digestif d'un canidé d'Égypte.